# Raimondo Capizucchi
Raimondo Capizucchi (Roma, 7 de novembro de 1615 - Roma, 22 de abril de 1691) foi um cardeal do século XVII

## Biografia
Nasceu em Roma em 7 de novembro de 1615. Filho de Paolo Capizucchi, marchis de Poggio Catino e de Montieri, e Ortensia Marescotti. Ele foi batizado com o nome de Camilo. Seu sobrenome também está listado como Capisucco; como Capisucchi; e como Capizzuchi. Outros cardeais da família foram Gianroberto Capizucchi (1088); Roberto Capizucchi (1097) (não há informações sobre ele); Pietro Capizucchi (1122); Gian Roberto Capizucchi (1126); e Gianantonio Capizucchi (1555).
Ingressou na Ordem dos Pregadores (Dominicanos); mudou seu nome de batismo Camillo para Raimondo; professou, 1630.
Ordenado (nenhuma informação encontrada). Tornou-se um pregador famoso. Secretário da SC do Índice, 1650. Examinador de bispos, 1653. Mestre do Paço Sagrado, 1654. No pontificado do Papa Alexandre VII, foi acusado de aprovar incautamente, sem submeter ao vice-gerente, a impressão de um livro que não merecia publicação por sua mordacidade, e forçado a renunciar ao cargo. Ele voltou ao seu convento demonstrando una heroica fermezza, e cristiana rassegnazione, e sicuro, e tranquillo sul testimonio della propria coscienza(firmeza heróica, resignação cristã, e seguro e tranquilo com o testemunho de sua própria consciência). Sua conduta atraiu a admiração do papa Alexandre VII e do papa Clemente IX; este último ofereceu-lhe várias vezes a promoção ao episcopado. Ele humildemente recusou. O Papa Clemente X renomeou-o mestre do Palácio Sagrado em 1673.
Criado cardeal sacerdote no consistório de 1º de setembro de 1681; recebeu o gorro vermelho e o título de S. Stefano al Monte Celio, em 22 de setembro de 1681. Junto com os cardeais Lorenzo Brancati, OFMConv., Padre Miguel de Molinos. Optou pelo título de S. Maria degli Angeli, em 3 de março de 1687. Participou do conclave de 1689, que elegeu o Papa Alexandre VIII. Participou do conclave de 1691, que elegeu o Papa Inocêncio XII; deixou o conclave por motivo de doença às 20 horas do dia 13 de abril de 1691.
Morreu em Roma em 22 de abril de 1691, perto da meia-noite, Roma, durante o conclave. Exposto na igreja de S. Maria del Portico Campitelli, Roma, em 24 de abril de 1691; o funeral realizou-se nessa mesma igreja, e foi sepultado no túmulo da sua família na capela de S. Paulo daquela igreja.